# Bloemenbuurt (Vlissingen)
De Bloemenbuurt is een wijk in Vlissingen, in de Nederlandse provincie Zeeland. Er wonen zo'n 3550 mensen waarbij de Nederlandse (46%) en Marokkaanse (9%) nationaliteit het meest voorkomen.
Het hart van de wijk wordt gevormd door de Bloemenlaan en de President Rooseveltlaan. Ook zijn de negen flats kenmerkend voor de wijk. Deze worden ook wel de "Bankjes" genoemd.
De Bloemenbuurt is gelegen naast de Schildersbuurt, Nieuw-Bonedijke en Baskensburg.

## Voorzieningen
De Bloemenbuurt telt een aantal voorzieningen zoals een school, diverse eetgelegenheden, een tankstation en een sportpark. Ook bevindt zich in de buurt de Touba-Moskee waar vooral Marokkaanse gelovigen heen gaan.
Stad: Vlissingen

Dorpen: Oost-Souburg · Ritthem · West-Souburg

Buurtschap: Groot-Abeele

Wijken: Bloemenbuurt · Groot-Lammerenburg · Lammerenburg · Nieuw-Bonedijke · Scheldekwartier · Vlissingen-Oost · Vlissingen-Stadshaven · Westerzicht

Zeeland: Steden en dorpen in Zeeland      Nederland: Provincies · Gemeenten